# Bodrogolaszi
Bodrogolaszi ist eine ungarische Gemeinde im Kreis Sárospatak im Komitat Borsod-Abaúj-Zemplén.

## Geografische Lage
Bodrogolaszi liegt in Nordungarn, 58 Kilometer nordöstlich des Komitatssitzes Miskolc und 5 Kilometer südwestlich der Kreisstadt Sárospatak am rechten Ufer des Flusses Bodrog. Die Nachbargemeinde ist Sárazsadány.

## Sehenswürdigkeiten
- Griechisch-katholische Kirche Szentlélek eljövetele, erbaut 1677
- Heimatmuseum
- Reformierte Kirche, erbaut 1790, der Turm wurde 1803 hinzugefügt
- Römisch-katholische Kirche Szentháromság, ursprünglich im 12. Jahrhundert erbaut, später erweitert und umgebaut
- Schloss Lónyay (Lónyay-kastély)
- Sonnenuhr (Napóra), entworfen von József Szacskó
- Weltkriegsdenkmal (I. és II. világháborús emlékmű)

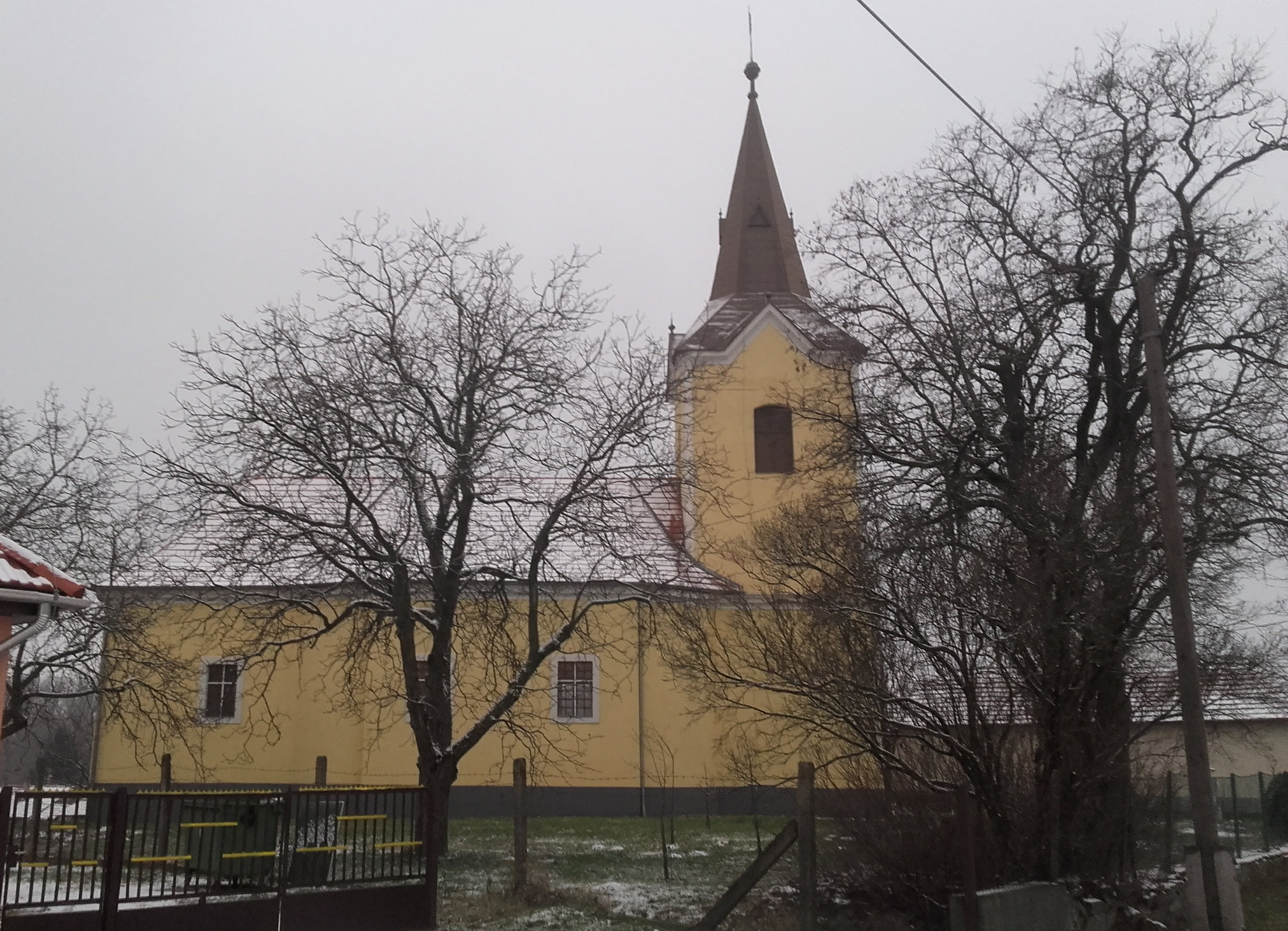
Griechisch-katholische Kirche Szentlélek eljövetele
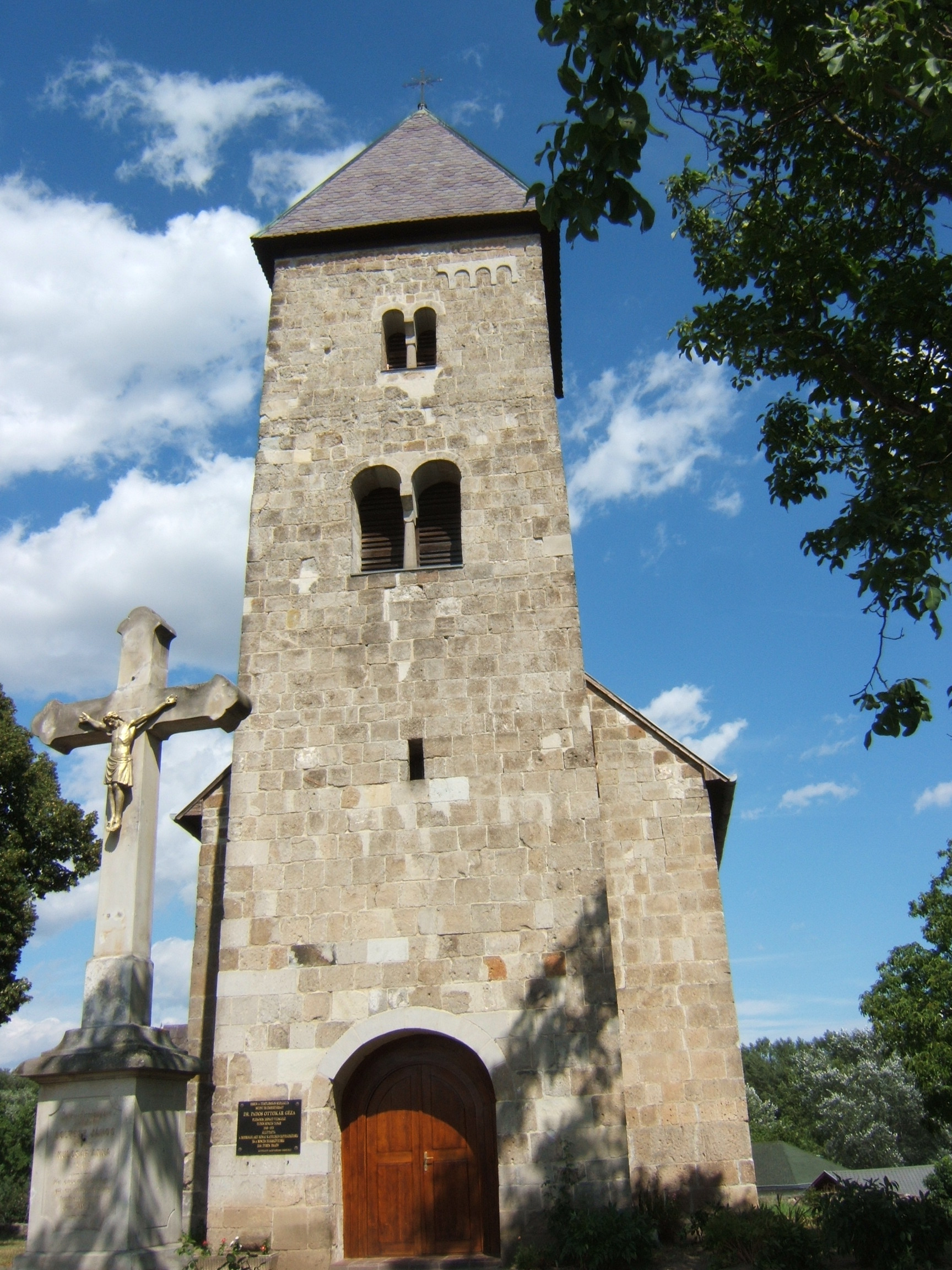
Römisch-katholische Kirche Szentháromság
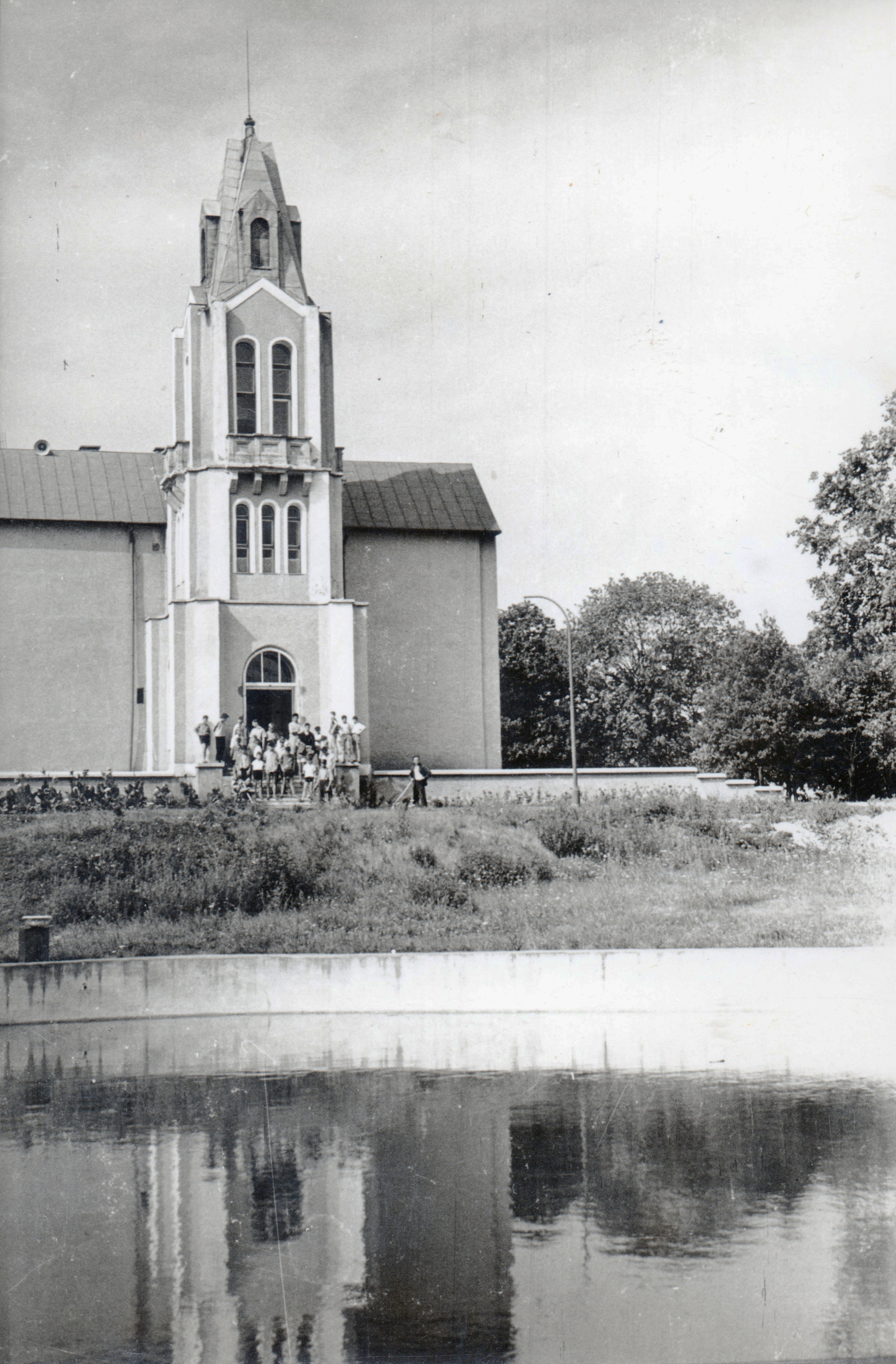
Schloss Lónyay (1963)
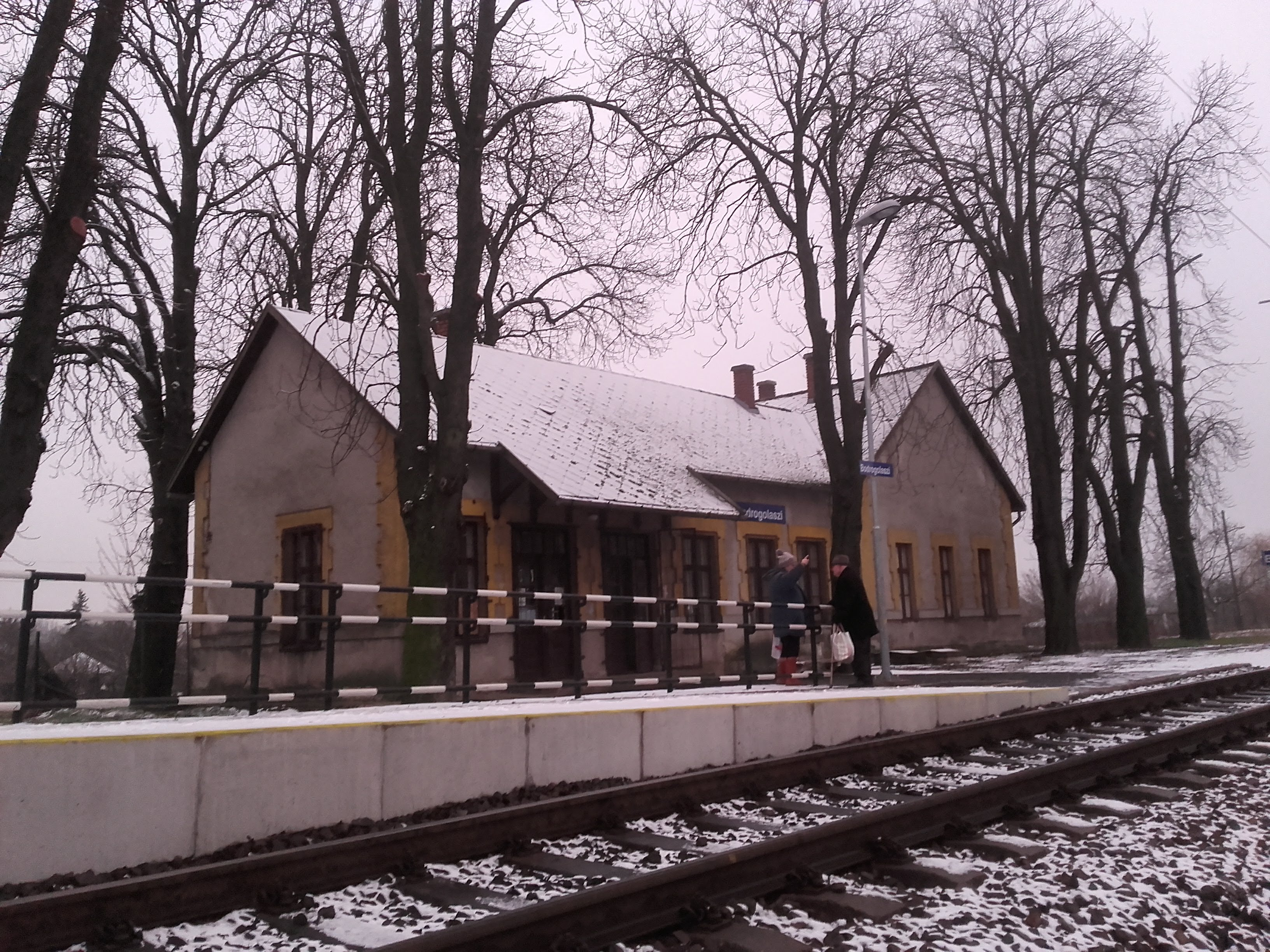
Bahnhof Bodrogolaszi

## Verkehr
Durch Bodrogolaszi verläuft die Landstraße Nr. 3801 westlich davon die Hauptstraße Nr. 37. Es bestehen Busverbindungen nach Sárospatak, Sárazsadány und Vámosújfalu sowie Zugverbindungen nach Miskolc und Sátoraljaújhely.